# Padeški Vrh
Padeški Vrh je naselje v Občini Zreče.